# 上湾镇
上湾镇，是中华人民共和国甘肃省定西市渭源县下辖的一个乡镇级行政单位。
2017年，甘肃省民政厅批复同意撤销上湾乡，设立上湾镇。

## 行政区划
上湾镇下辖以下地区：
水家窑村、上湾村、元树村、尖山村、杨家寺村、侯家寺村、朱堤村、周家窑村、常家坪村、凡家洼村和大庄村。